# Þorfinnr Hausakljúfr
Thorfinn Hausakljufr (nórdico antiguo: Þorfinnr Hausakljúfr, apodado Thorfinn Rompe-cráneos, 910/920 - 977), fue un caudillo vikingo, jarl de las Orcadas. Era el hijo más joven de Torf-Einarr. Tras la muerte de sus hermanos Arnkell y Erlend en 954 que acompañaban a Erico I de Noruega en sus incursiones de Inglaterra, asume el control sobre el archipiélago. 

## Herencia
Thorfinn casó con Grelod, hija de Duncan (n. 871) mormaer de Caithness y nieta de Thorstein el Rojo. Thorfinn y Grelod tuvieron cinco hijos y dos hijas:
- Una hija de la que se desconoce su nombre, y que tuvo un hijo llamado Einar (apodado «recias mandíbulas»).[4]
- Havard Thorfinnsson
- Arnfinn Thorfinnsson
- Ljot Thorfinnsson
- Skuli Thorfinnsson
- Otra hija de nombre desconocido, nacida en 944, y que tuvo un hijo también llamado Einar (apodado «pan con mantequilla», n. 962).[5]
- Hlodvir Thorfinnsson

Arnfinn Thorfinnsson casó con Ragnhild Eiríksdóttir, hija de Erico I de Noruega y Gunnhildr konungamóðir. Thorfinn pudo ser enterrado en la fortaleza de Hoxa, en South Ronaldsay.
La esposa de Arnfinn, Ragnhild vio morir a su marido en Murkle (Caithness) y casó con su hermano Havard que gobernó como jarl durante un tiempo. Skuli se alió al rey escocés quien le concedió el título de jarl de Caithness y las Orcadas, pero murió en batalla luchando contra Ljot en Caithness. Ljot murió posteriormente también en batalla, posiblemente contra Macbeth de Escocia, mormaer de Moray.

## Curiosidades
La cerveza de las Islas Orcadas, "SkullSplitter" lleva su apodo.